# Амфібія (фільм)
«Амфібія» (англ. Amphibious 3D) — науково-фантастичний фільм-бойовик жахів.

## Сюжет
Морський біолог Скайлар Шейн наймає човен капітана Джека Боумана, щоб знайти зразки доісторичних форм біля північного узбережжя Суматри. Під час експедиції, вони стикаються з бандою контрабандистів, які переховуються на риболовецькій платформі посеред моря. Але контрабандисти не найстрашніше, з чим доведеться зіткнутися Скайлар. Наближається моторошний шторм, а в темних глибинах вод прокинулося давня і могутня істота.

## У ролях
- Верді Солайман — Енді
- Мохаммад Адітіа — Великий Руді
- Стівен Барай — Різал
- Дорман Борісман — Бімо
- Френсіс Боско — Бос Харріс
- Янна Фассаерт — Скайлар Шейн
- Мікаел С. Джехіан — Аріс
- Френсіс Маджі — Джиммі Кудроу
- Тімо Оттевангер — Логан
- Джошуа Паделакі — офіцер Сантос
- Майкл Паре — Джек Боуман
- Іда Джессіка Пітер — Ребекка Шейн
- Рональд Ріджен — Різал
- Елке Салверда — Джулі
- Бамбанг Буді Сантосо — дядя Тамали
- Моніка Сайангбаті — Тамала